# Ixora casei
Ixora casei är en måreväxtart som beskrevs av Henry Fletcher Hance. Ixora casei ingår i släktet Ixora och familjen måreväxter.

## Underarter
Arten delas in i följande underarter:
- I. c. casei
- I. c. lanceolata
- I. c. medialoba